# Joan Baez in San Francisco
Joan Baez in San Francisco — полуофициальный альбом записанных в 1958 году песен американской фолк-певицы Джоан Баэз, выпущенный в 1964 году на Fantasy Records.

## Об альбоме
Vanguard Records от имени Джоан Баэз подала в суд на Fantasy Records за издание этого альбома по причине, того, что он представляет собой сборник экспериментальных записей Джоан в 17-летнем возрасте, в котором она ещё имела мало вокального опыта. Альбом был выпущен без согласия певицы и её вознаграждения. В октябре 1964 года суд Сан-Франциско принял сторону Джоан Баэз и постановил изъять альбом с прилавков магазинов и выдать все мастер-ленты и связанные с альбомом материалы Джоан Баэз.
Вот что рассказывает сама певица об этих записях:
«Я ещё была в школе, когда два парня подошли ко мне и сказали: „Эй, девочка, не хотела бы ты записаться?“ Они были мошенники, но я этого тогда не знала. Таким образом мы поехали в Сан-Франциско, где записали всё, что я знала, на гигантской, взятой взаймы, гитаре Гибсона».
В немецком переиздании 1974 года на лейбле Bear Family Records альбом выходил под названием A Package Of Joan Baez.

## Список композиций
| №                   | Название                                | Автор(ы)                  | Длительность |
| ------------------- | --------------------------------------- | ------------------------- | ------------ |
| 1.                  | «Island In The Sun»                     | Гарри Белафонте / Burgess | 2:32         |
| 2.                  | «Water Boy»                             | народная                  | 2:54         |
| 3.                  | «Annie Had A Baby»                      | Glover / Mann             | 1:28         |
| 4.                  | «Oh Freedom»                            | народная                  | 4:23         |
| 5.                  | «Man Smart, Woman Smarter»              | народная                  | 3:18         |
| 6.                  | «Scarlet Ribbons»                       | Danzig / Segal            | 2:53         |
| 7.                  | «Dark As A Dungeon»                     | Мерл Трэвис               | 2:28         |
| 8.                  | «Told My Captain»                       | народная                  | 2:58         |
| 9.                  | «Young Blood»                           | Lieber / Stoller / Pomus  | 2:06         |
| 10.                 | «I Gave My Love A Cherry (Riddle Song)» | народная                  | 3:25         |
| 11.                 | «La Bamba»                              | народная                  | 1:07         |
| 12.                 | «Every Night»                           | народная                  | 2:05         |
| Общая длительность: | Общая длительность:                     | Общая длительность:       | 31:37        |